# Kiptjaker
Kiptjakerna var ett medeltida turkfolk som utvandrade från området kring floden Irtysj västerut och på 1000-talet grundade ett rike i dagens sydvästra Ryssland och södra Ukraina, varifrån de invaderade Moldavien, Valakiet, och delar av den ungerska regionen Transsylvanien samt plundrade andra delar Ungern och plundrade även Bysans. De besegrades 1089 av kung Ladislaus I av Ungern, igen på 1100-talet av den ryska fursten Vladimir Monomach, och slutligen av mongolerna år 1241, varpå deras land övertogs av Gyllene horden, som även är känt som Kiptjakkhanatet. De talade kiptjakiska. Den västliga grupperingen av kiptjakerna kallas kumaner.
Nordisk familjebok (Ugglan) beskriver folket som en turkisk folkstam i Central-Asien, särskilt i Kokan, Kiva och Buchara. Under medeltiden var Kiptjak hos österländska författare namnet på det stora pontisk-kaspiska stäpplandet i nuvarande södra Ryssland, vilket förut ofta genomströvades av asiatiska nomadfolk, mestadels av turkisk stam. Under medeltiden var Kiptjak. även namnet på ett stort rike i Syd-Ryssland, Se Gyllene horden.